# Sarina Merz
Sarina Merz (* 16. März 1999) ist eine Schweizer Unihockeyspielerin, welche beim Nationalliga-B-Verein Hot Chilis Rümlang-Regensdorf unter Vertrag steht.

## Karriere
Merz stammt aus dem Nachwuchs der Red Ants Rychenberg Winterthur und debütierte 2016 für die erste Mannschaft. 2018 wurde sie fix in das Kader der ersten Mannschaft aufgenommen. Nach Ablauf der Saison schlos sich Merz dem Ligakonkurrenten Red Lions Frauenfeld an.
Nach zwei Jahren im Dress der Thurgauerinnen wechselte Merz auf die Saison 2021/22 in die Nationalliga B zu den Hot Chilis Rümlang-Regensdorf.